# 내 옆에 암흑파괴신이 있습니다.
《내 옆에 암흑파괴신이 있습니다.》(일본어: ぼくのとなりに暗黒破壊神がいます。)는 아키 아라타가 그린 일본의 만화 작품이다. 〈월간 코믹진〉(KADOKAWA)에서 2013년 2월호부터 2020년 5월호까지 연재되었으며, 낱권책은 KADOKAWA에서 전 12권으로 나왔다. 애니메이션은 EMT 스퀘어드에서 만들어 2020년 1월 11일부터 3월 28일까지 AT-X 등에서 방영되었다.